# Aquí huele a muerto
Aquí huele a muerto... (¡Pues yo no he sido!) es una película española de 1989 dirigida por Álvaro Sáenz de Heredia y protagonizada por el dúo cómico Martes y trece.

## Argumento
El conde de Capra Negra (Josema Yuste) acompañado por su fiel ayuda de cámara Antoine (Millán Salcedo) viajan a Soborlskaia tras conocer la muerte de su tío, fallecido en extrañas circunstancias y reclamar la herencia. En su viaje el Conde se enamora de una escritora misteriosa (Ana Álvarez) que les acompaña hasta el castillo pero, para conseguir la fortuna, el Conde deberá pasar primero una difícil prueba...
- Datos: Q5702086